# Avaleresse

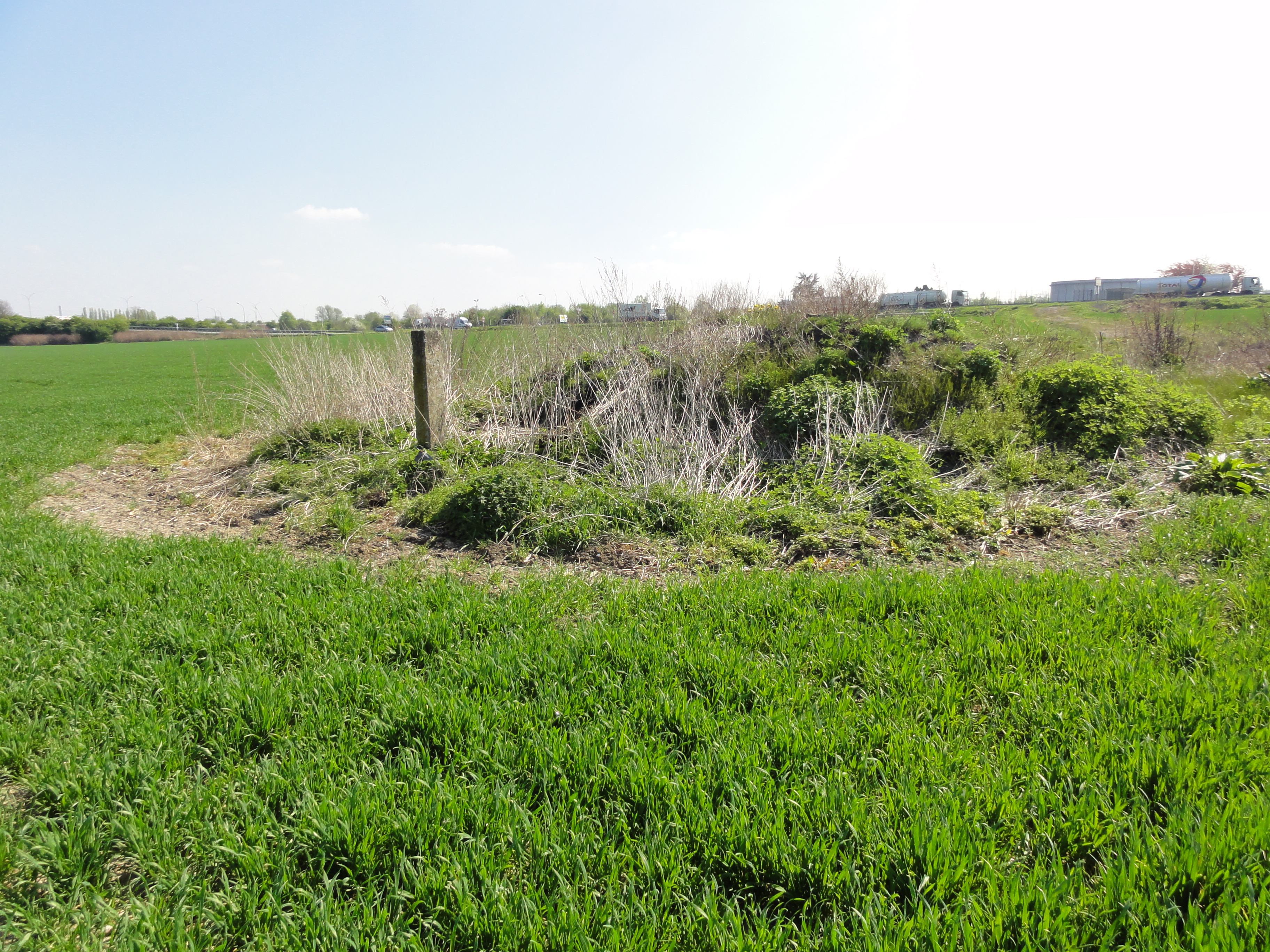
Avaleresse no 10 des mines de Douchy à Haulchin.

Dans le bassin minier du Nord-Pas-de-Calais, une avaleresse est un puits de mine qui n'a pas permis l'exploitation de la fosse. Plusieurs raisons peuvent expliquer l'abandon d'un puits :
- la houille n'a pas été découverte lors du creusement du puits, comme aux fosses des Tertres, des Près Barrés et des Bouils de la Compagnie d'Hasnon.
- le cuvelage du puits peut avoir cédé, comme le puits Bernicourt no 1 à Waziers ou La Paix à Aniche.
- la fosse en cours de creusement a été inondée par une venue d'eau, un cas relativement fréquent dans les Mines du Boulonnais.
- les techniques de fonçage des puits n'étaient pas encore rodées. Ainsi, en 1716, les six premiers puits (Ponchelet, Le Moulin et Point du jour) du bassin minier, hors Boulonnais, sont abandonnés avant d'avoir extrait, et sont donc des avaleresses.

Ainsi, la Compagnie des mines d'Anzin, qui a ouvert des puits dès le XVIIIe siècle, compte plus de 25 avaleresses parmi environ 250 puits.